# Tommy Rydén
Ivar Mats Tommy Rydén, född 5 januari 1966 i Linköpings domkyrkoförsamling i Östergötlands län, är en svensk företagare och ortodox kristen och före detta nyckelperson för kontakter mellan den amerikanska och svenska vit makt-rörelsen, men som lämnade detta efter år 1998.

## Biografi
Tommy Rydén kommer från ett frikyrkligt hem, döptes 1983 och läste vid pingströrelsens bibelskola i Jönköping 1984. Han var styrelsemedlem i Demokratisk Aktion 1984-1986, en förening med antisocialistisk agenda som arrangerade Ramadakonferensen i Huskvarna 1985, som gästades av bland annat en representant för UNITA-gerillan.
Efter några år inom frikyrkor, men även hos identitetskristna i bland annat Sydafrika, övergav han "kaotisk protestantism", radikaliserades "från kristet till mer socialdarwinistiskt" och blev aktiv i den ateistiska Church of the Creator. Han grundade dess svenska avdelning år 1989 som fick namnet Kreativistens Kyrka. År 1991 dömdes Rydén till fyra månaders fängelse för hets mot folkgrupp samt tryckfrihetsbrott då han spridit rasistisk propaganda till en vidare krets. Han yttrade i intervju (1992) att "För mig är rasist ett hedersord och Hitler förde en bra politik", men såg sig inte som nazist och har senare sagt att "en del av de skarpaste uttalandena var mediestrategi. Jag visste vad som skulle sägas för att få stora rubriker."
Inspirerad av organisationens litteratur antog han sitt andra namn Rahowa (Racial Holy War). Rydén ändrade till Ivar 2008. Han hade redan år 1997 ansökt om att namnet skulle strykas men då fått avslag av Länsrätten i Skaraborgs Län.
Gruppen bytte 1997 namn till Cosmotiskyrkan.
Rydén var år 1995 den första (nominella) partiledaren i Hembygdspartiet. Han uppger sig inte minnas att han någonsin betraktat sig som fascist eller nationalsocialist. Tommy Rydén grundade också Västerländska Motståndsrörelsen, skrifterna Konservativt Forum och Imperium samt DeVries-institutet, uppkallat efter amerikanska renlevnadsförfattaren Arnold DeVries. Han förespråkade senare en icke-etniskt baserad biokrati, det vill säga styre av de eugeniskt bäst lämpade.

## Efter avhoppet från extremhögern
Sedan början av 2000-talet identifierar Rydén sig politiskt som klassiskt liberal och tillhörande den "gamla högern". och var åren 2004-2006 invald som föräldrarepresentant i den dåvarande lokala skolområdesstyrelsen. Han har återvänt till en kristen tro, tillhör den östortodoxa kyrkan sedan 2009, och var år 2013 publik talare till stöd för ortodoxa kristna i krigets Syrien.
Rydén har sagt att hans erfarenheter i nationalradikala rörelser lett honom till att misstro auktoritära ideologier och förklarat att han ser det som naturligt att utvecklas och lämna gamla synsätt bakom sig. I ett uttalande år 2009 skrev Rydén att "De många hårda uttalanden jag gjorde under framför allt början av 1990-talet känns idag inte bara främmande utan även fel. Det är bara att lära av allt som skett och gå vidare i livet."
År 2009 uppmärksammade Arbetaren att Rydén utsatts för vad man kallade förtal och förtäckta hot på Internet från nynazister på grund av sitt avståndstagande. Han har 2010 i intervjuer för tidningen Dagen och Sveriges Radio beskrivit radikalnationalismen som en rätt sluten värld som därför också landar i felaktiga politiska slutsatser.